# The Fable of the City Grafter and the Unprotected Rubes
The Fable of the City Grafter and the Unprotected Rubes è un cortometraggio muto del 1915. Il nome del regista non viene riportato.
Il soggetto è tratto da una storia di George Ade.

## Produzione
Il film fu prodotto dalla Essanay Film Manufacturing Company.

## Distribuzione
Distribuito dalla General Film Company, il film uscì nelle sale cinematografiche USA il 6 gennaio 1915.